# غرسنية أليفة الكالسيوم
غرسنية أليفة الكالسيوم (الاسم العلمي:Garcinia calcicola) هي نوع من النباتات تتبع جنس الغرسنية من فصيلة الكلوزية.